# Krusty Love
Krusty Love (укр. Кохання Крабса) — 16 серія 2 сезону мультсеріалу «Губка Боб Квадратні Штани». Вийшла 6 вересня 2002 в США, 8 березня 2018 на телеканалі «ПлюсПлюс».

## Сюжет
В один день, пан Крабс помічає, що у касовому апараті не вистачає однієї копійки. Крабс плаче, а Губка Боб його намагається заспокоїти. Однак, пан Крабс каже, що це велика втрата. Потім, він помічає Місіс Пафф.
Губка Боб знайомить їх. Пан Крабс нервує, і він незрозуміло розмовляє. Губка Боб втручається, і пояснює Місіс Пафф, що Крабс його запрошує на побачення. Місіс Пафф приймає запрощення.
Цієї ночі, у них побачення. Вони пішли у дорогий ресторан, і Крабс робив всі послуги для Пафф. Йому дають рахунок зі 100 доларами, і итой оборюється, через такий великий рахунок. Потім йому приносять рахунок зі 100 000 доларами. Пан Крабс кричить, і пляшка у ресторані вибухнула.
Пан Крабс повертається додому і ридає. Губка Боб його питає, як він міг витратити таку велику ціну. Крабс каже, що коли він закоханий він не зміг стриматися. Він турбується про те, скільки грошей він може витратити наступного дня на побаченні. А тоді у нього з'являється ідея, що він віддасть свій гаманець Губці Бобу і піде на побачення.
Наступний день настав, і Крабс пішов на побачення. Він хоче піти у парк з нею. Але коли він приходить до Місіс Пафф, він спочатку купує квіти, потім шоколад, а далі безліч речей. Їх придбавав Губка Боб, і Крабс, коли той повертався з покупкам, пан Крабс злився. Потім, Губка Боб кричить на Крабса і той знову ридає.
Місіс Пафф каже, що вона почувається не комфортно з цими подарунками, і каже, що вони їй не потрібні. Потім, вона цілує Крабса і уходить.

## Озвучування та дубляж
| Персонаж(і) | Актор в оригінал | Актор від QTV      | Актор від 1+1      |
| ----------- | ---------------- | ------------------ | ------------------ |
| Губка Боб   | Том Кенні        | Олександр Чмихалов | Павло Скороходько  |
| Пан Крабс   | Кленсі Браун     | Ярослав Чорненький | Анатолій Зіновенко |
| Пані Пафф   | Мері Джо Кетлет  | Ганна Левченко     | Ніна Касторф       |